# Marbache
Marbache – miejscowość i gmina we Francji, w regionie Grand Est, w departamencie Meurthe i Mozela.
Według danych na rok 1990 gminę zamieszkiwało 1808 osób, a gęstość zaludnienia wynosiła 170 osób/km² (wśród 2335 gmin Lotaryngii Marbache plasuje się na 230. miejscu pod względem liczby ludności, natomiast pod względem powierzchni na miejscu 561.).

## Populacja

Populacja Marbache w latach 1962–2008